# Зозуля Максим Петрович
Макси́м Петро́вич Зо́зуля (2 серпня 1976 — 11 лютого 2015) — солдат, Збройні сили України, учасник російсько-української війни.

## Життєпис
1991 року закінчив 8 класів Криворізької ЗОШ № 11, по тому — Криворізький автотранспортний технікум, технік електромеханік та водій. У 1995—1996 роках відслужив строкову службу.
У травні 2014-го мобілізований, механік-водій, 40-й окремий мотопіхотний батальйон — 17-а окрема танкова бригада.
Брав участь у боях за Іловайськ, нагороджений відзнакою 40-го батальйону «Мужність. Честь. Закон». 11 лютого 2015-го був поранений у плече. Під час медичної евакуації машина потрапила під обстріл терористів біля Дебальцевого, Зозуля зазнав смертельного поранення в голову.
Тіло перебувало у сепаратистів, передано 7 березня без документів. Похований у Кривому Розі у квітні 2015-го.

## Нагороди
За особисту мужність і героїзм, виявлені у захисті державного суверенітету та територіальної цілісності України, вірність військовій присязі під час російсько-української війни
- нагороджений орденом «За мужність» III ступеня (4.6.2015, посмертно).